# Tanysiptera nympha
Tanysiptera nympha е вид птица от семейство Alcedinidae.

## Разпространение
Видът е разпространен в Индонезия и Папуа Нова Гвинея.